# Marda Vanne

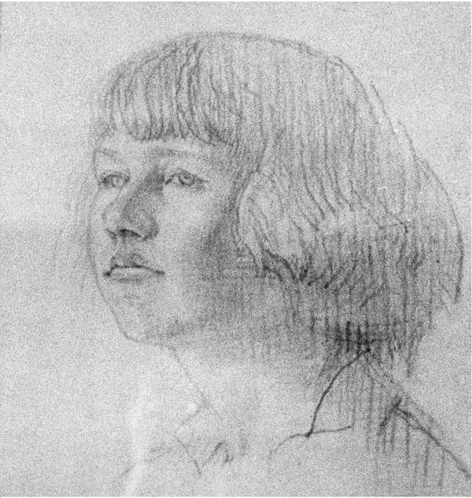
Marda Vanne, porträtiert von Isaac Rosenberg, 1914

Marda Vanne (* 27. September 1896 in Südafrika; † 27. April 1970 in London, geborene Margaretha van Hulsteyn) war eine südafrikanische Theater- und Filmschauspielerin.
Marda Vanne war die Tochter von Sir Willem van Hulsteyn, einem aus den Niederlanden stammenden Anwalt. Sie war kurze Zeit mit dem späteren südafrikanischen Premierminister Johannes Gerhardus Strijdom verheiratet.
1926 lernte sie in London die britische Schauspielerin Gwen Ffrangcon Davies kennen, mit der sie bis zu ihrem Tod eine intensive Freundschaft verband. Sie erwarben 1934 gemeinsam das Tagley Cottage in Stambourne, Essex, das auf Ffrangcon Davies’ Namen lief und die dort fast 60 Jahre lang lebte. Gemeinsam gingen sie 1940 in Vannes Heimatland Südafrika und belebten die dortige Theaterwelt, indem sie mit einer eigenen Kompagnie auf Tour gingen und Shakespeares Was ihr wollt und J. M. Barries Quality Street aufführten.

## Filmografie (Auswahl)
- 1938: Strange Boarders
- 1939: The Great Adventure (TV)
- 1939: Passion, Poison and Petrifaction (TV)
- 1961: The First Gentleman (TV)
- 1968: Joanna